# 马尔班县

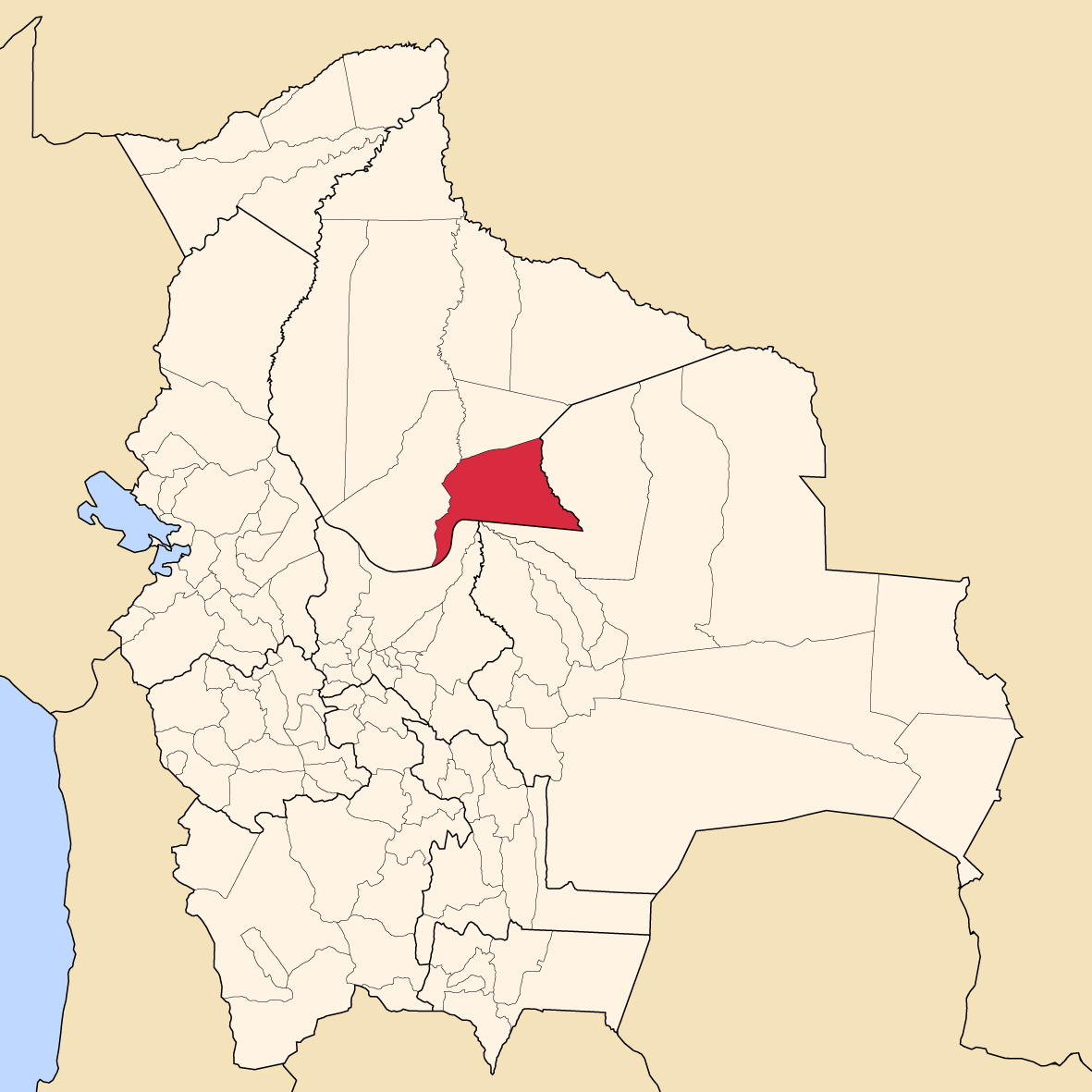

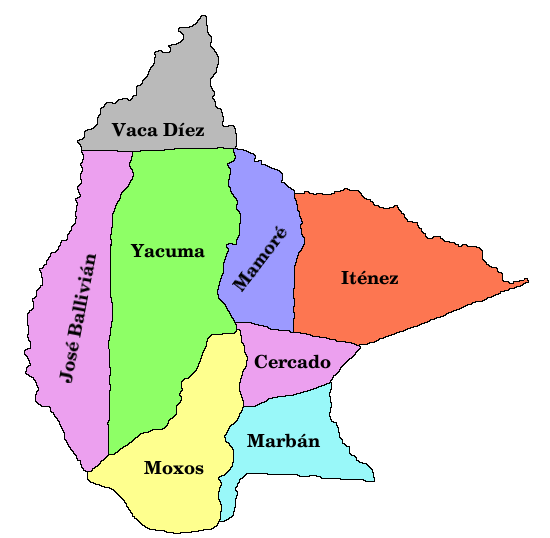

馬爾班县（西班牙語：Provincia de Marbán），是玻利維亞的县份，位於該國東北部，屬於貝尼省的一部分，县府設於洛雷托，面積15,126平方公里，2006年人口15,807，人口密度每平方公里1.05人。
15°19′59″S 64°30′00″W / 15.333°S 64.500°W